# 委巷文学
委巷文学是朝鲜王朝后半期出现的由两班士大夫之外的广大平民阶层人士组成的汉文诗歌派别，领军人物是赵秀三。“委巷”一词出自《礼记·檀弓》“小功不为位者也，是委巷之礼也”。这里的“委巷之礼”指的是民间俗礼。《晋书*王恭传》也有“（司马）道子尝集朝士，置酒于东府，尚书令谢石因醉为委巷之歌。”“委巷之歌”意为民歌巷谣之类。朝鲜王朝的身份等级分为宗亲、国舅、驸马、两班、中人、庶孽、胥吏、常民、贱民九个等级。委巷人指的是中人、庶孽、胥吏等阶层。委巷人大部分居住在汉阳北部的贫民区，特别是白莲峰西到弼云台居住着大量的平民百姓。白莲峰、弼云台、玉流洞和六角岘等名胜地经常有委巷人在茶余饭后聚集着召开“诗友会”。《汉京识略*名胜条》云：“弼云台，在城内仁王山下。… …京城人春日看花，必先数此地。而委巷人携酒赋诗，日日坌集，俗称其诗曰：‘弼云台风月’”:1095-1096
委巷人称自己的汉诗为“风谣”，以区别于士大夫的汉诗。委巷人提倡“风”、“雅”兼备，认为文学创作的“善鸣”不在贵贱，并提出与“载道论”相对应的“天机论”:1096-1097。《昭代风谣》、《风谣续选》和《风谣三选》是委巷诗人最主要的三部作品集，此外还有《刘家杂咏》、《海东遗珠子》等:405。

## 发展阶段
委巷文学的发展经历了大体三个阶段。第一阶段是17世纪到18世纪中期的形成和平稳发展期。第二阶段是取代丰硕成果的18世纪后半期到19世纪中期。第三阶段是逐步走进衰弱的19世纪后半期。:1096-1107
委巷文学始于崔奇男（1586-1665年）。崔奇男号龟谷，为宫奴，因诗才出众而得到申钦的大力提拔。他与南应琛、郑礼南、金孝一、崔大立、郑南寿等人在1658年合编了第一部委巷诗人诗集《六家杂咏》，收录有261首诗作。崔奇男经常与这几位胥吏诗人在三清洞赋诗唱吟，因此他们也被称为“三清诗社”。此外，崔奇男还留有《龟谷集》，其中《龟谷诗稿》收录有447首汉诗。续崔奇男之后，又出现了洪世泰（1653-1725年）、高时彦（1671-1734年）等代表性委巷诗人。其中高时彦与蔡彭胤（1669-1731年）编撰了诗歌集《昭代风谣》，并与其成员约定每60年发行一部委巷诗歌集。:1097-1100
18世纪后半期到19世纪中期，委巷文学在第一阶段的发展基础上出现繁荣的局面。千寿庆（1758-1818年）遵照前人的遗志在1797年出版了《风谣续选》，收录了333人的诗作。他还创建了当时非常有名的“松石园诗社”。张混（1759-1828年）、赵秀三（1762-1849年）等都是松石园诗社的主要成员。诗社的名气甚至达到“解诗者，无少长，未与松石会者，人为之耻”（赵熙龙：《壶山外记》）的程度。张混被后人称为“委巷诗人中的大家”。他同时也参加“玉溪诗社”，并创作出了在士大夫诗人中都很难寻觅的“异体诗”:1104-1100。委巷诗人中成就最高要数赵秀三。金命喜评价他说：“经畹文心老未灰，西州述作尽雄哉。杜诗韩笔传神在，朔雪边风链骨来。”（《山泉集*题赵芝园西州诗卷》）。韩致尧称：“三十年重读秋斋诗，愈见当时未见奇”（《东郎集》）作为委巷文学的“旗帜”，后世有人甚至将他和崔致远、李奎报、李齐贤一起称为朝鲜古代文学史上的四大杰出诗人:1097-1100:412。 
进入19世纪后，随着朝鲜城市的发展，市民阶层开始逐渐形成。适应市民情趣的辞说时调、杂歌、盘索里、小说等创作繁荣发展。原本模糊的中人和市民阶层的界限开始变得明晰。委巷文学由于一味进行汉诗创作，盲目追寻士大夫文学，逐步走向保守。由于没有新颖的内容和体裁，委巷文学开始陷入衰弱，失去了原有的文学地位。李尚迪（1803-1865年）、郑寿铜（1808-1858年）等是这一时期为数不多的优秀委巷诗人，诗社主要有“稷下社”、“斐然诗社”、“六桥诗社”等。:1107-1108